# سيروني
سيروني ( بالإيطالية : Jo Serone ) هي كوموني (بلدية) تقع في مقاطعة فروسينوني في منطقة لاتسيو الإيطالية ، وتقع في منطقة مونتي إرنيشي على بعد حوالي 50 كيلومتر (31 ميل) شرق روما وحوالي 30 كيلومتر (19 ميل) شمال غرب فروسينوني .
تحد سيروني البلديات التالية: أرسينازو رومانو, أوليفانو رومانو, باليانو, بيجليو, رويات.

## روابط خارجية
- الموقع الرسمي